# پمترکسید
پمترکسید (انگلیسی: Pemetrexed) با نام تجاری آلیمتا یک داروی شیمی‌درمانی است که توسط الای لی‌لی اند کامپنی ساخته می‌شود.

## کاربرد
این دارو در درمان «سرطان پرده جنب» و همچنین «سرطان ریه سلول غیر کوچک» (NSCLC) بکار می‌رود.

## ترکیبات
سازمان غذا و دارو آمریکا در فوریهٔ ۲۰۰۴ میلادی، پمترکسید را در ترکیب با سیس‌پلاتین، برای درمان «مزوتلیومای بدخیم» مورد پذیرش قرار داد.
این دارو همچنین در ترکیب با کربوپلاتین، برای درمان خطِ اولِ «سرطان ریه سلول غیر کوچک پیشرفته» (Advanced NSCLC) توصیه می‌شود.
بیمارانی که پمترکسید مصرف می‌کنند باید حتماً اسید فولیک و ویتامین ب۱۲ مصرف کنند، حتی اگر سطح این دو ویتامین در بدنشان طبیعی باشد.
همچنین توصیه می‌شود بیماران، «یک روز قبل»، «در همان روز» و «یک روز بعد» از تزریق پمترکسید، «کورتون» (مثلاً ۴ میلی‌گرم دگزامتازون، دو بار در روز) دریافت کنند تا دچار راش‌های پوستی نشوند.